# Lydia Gilmore
Lydia Gilmore er en amerikansk stumfilm fra 1915 af Edwin S. Porter og Hugh Ford.

## Medvirkende
- Pauline Frederick som Lydia Gilmore.
- Vincent Serrano som Dr. Gilmore.
- Thomas Holding som Ralph Benham.
- Robert Cain som Mr. Stracey.
- Helen Lutrell som Mrs. Stracey.